# Thomas Birk (Fußballspieler)
Thomas Birk (* 5. Juli 1988 in Lutherstadt Wittenberg) ist ein ehemaliger deutscher Fußballspieler. 

## Karriere
In den Jugendjahren spielte Thomas Birk für den TSV Treuenbrietzen und den FC Energie Cottbus, bei letzterem er 2007 auch seine Karriere im Erwachsenenbereich begann. 2009 wechselte er weiter zum FC Erzgebirge Aue, dort kam Birk in der ersten und zweiten Mannschaft auf insgesamt 38 Pflichtspiele, in denen er zwei Tore erzielte. Mit den Erzgebirgern stieg er 2010 auch in die 2. Bundesliga auf, konnte sich aber in der höheren Liga in der Mannschaft nicht etablieren. Von der Saison 2011/12 bis zur Saison 2013/14 lief er für den Chemnitzer FC auf. Danach wechselte er zur SV Elversberg. In der Winterpause 2017/18 schloss er sich für ein halbes Jahr Ligarivale SV Röchling Völklingen an. Im Sommer 2018 wechselte er dann zum amtierenden luxemburgischen Pokalsieger RFC Union Luxemburg in die BGL Ligue. Hier bestritt er seine ersten beiden Pflichtspiele in der 1. Runde der Europa-League-Qualifikation gegen den FC Viitorul Constanța aus Rumänien. Im Sommer 2021 wurde sein auslaufender Vertrag nicht mehr verlängert und Birk beendete seine aktive Karriere.

## Erfolge
- Sachsenpokalsieger: 2012, 2014
- Saarlandpokalsieger: 2015, 2018